# Andrés Manuel Díaz

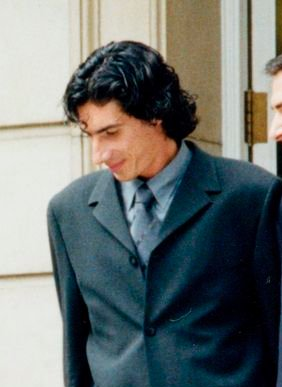
Andrés Manuel Díaz, 1999

Andrés Manuel Díaz Díaz (* 12. Juli 1969 in A Coruña) ist ein ehemaliger spanischer Mittelstreckenläufer.
1995 schied er bei den Leichtathletik-Weltmeisterschaften 1995 in Göteborg über 800 m im Vorlauf aus und gewann bei der Universiade Silber über dieselbe Distanz. Bei den Olympischen Spielen 1996 in Atlanta scheiterte er wiederum im Vorlauf.
Bei den Leichtathletik-Halleneuropameisterschaften 1998 in Valencia wurde er Vierter über 1500 m. Über dieselbe Distanz gewann er Bronze bei den Leichtathletik-Hallenweltmeisterschaften 1999 in Maebashi, wurde Fünfter bei den Weltmeisterschaften 1999 in Sevilla und Siebter bei den Olympischen Spielen 2000 in Sydney.
Im Freien wurde er 1999 spanischer Meister über 1500 m, in der Halle 1992 und 1997 über 800 m sowie 2000 über 3000 m.
Andrés Manuel Díaz ist 1,87 m groß und wog zu Wettkampfzeiten 71 kg.

## Persönliche Bestzeiten
- 800 m: 1:45,89 min, 12. Juni 1996, Madrid
  - Halle: 1:47,57 min, 11. Februar 1997, Genua
- 1000 m: 2:19,2 min, 30. April 1992, A Coruña
- 1500 m: 3:31,48 min, 18. August 2000, Monaco
  - Halle: 3:33,32 min, 24. Februar 1999, Piräus
- 1 Meile: 3:48,38 min, 29. Juni 2001, Rom
- 2000 m: 5:05,66 min, 21. Juni 2000, Rivas-Vaciamadrid
  - Halle: 4:56,87 min, 14. Februar 1999, Birmingham
- 3000 m: 7:52,59 min, 24. Juni 2001, Bremen
  - Halle: 7:46,15 min, 24. Januar 1999, Karlsruhe